# Champions League of Darts 2016
De Champions League of Darts 2016 was de 1e editie van dit toernooi, georganiseerd door de PDC. Het toernooi vond plaats op 24 en 25 september 2016 in de Motorpoint Arena in Cardiff. Phil Taylor wist het toernooi te winnen door Michael van Gerwen in de finale met 11-5 te verslaan. Dit was het enige televisietoernooi in 2016 dat niet gewonnen werd door Van Gerwen.

## Opzet
Voor dit toernooi was de top-8 van de PDC Order of Merit uitgenodigd. Zij werden onderverdeeld in twee groepen van vier. In de groepsfase werd een halve competitie afgewerkt, waarbij er gespeeld werd volgens het best-of-19-legs principe. De eerste 2 van elke groep plaatsten zich voor de halve finale, waar net zoals de finale over 21 legs gespeeld werd.

## Deelnemers
De top-8 van de PDC Order of Merit op 12 augustus 2016 was geplaatst voor dit toernooi. Dit leverde de volgende deelnemers op:
1.  Michael van Gerwen
2.  Gary Anderson
3.  Adrian Lewis
4.  Phil Taylor
5.  Peter Wright
6.  James Wade
7.  Michael Smith
8.  Robert Thornton

## Prijzengeld
Het prijzengeld was als volgt verdeeld:
| Plaats                    | Prijzengeld (Totaal: £200.000) |
| ------------------------- | ------------------------------ |
| Winnaar                   | £100.000                       |
| Runner-up                 | £50.000                        |
| Halvefinalisten           | £25.000                        |
| Derde plaats in de groep  | £15.000                        |
| Vierde plaats in de groep | £10.000                        |

## Resultaten

### Groepsfase

#### Groep A
| Pos. | Speler             | Gespeeld | Winst | Verlies | Legs voor | Legs tegen | Legsaldo | Punten |
| ---- | ------------------ | -------- | ----- | ------- | --------- | ---------- | -------- | ------ |
| 1.   | Phil Taylor        | 3        | 3     | 0       | 30        | 11         | +19      | 6      |
| 2.   | Michael van Gerwen | 3        | 2     | 1       | 24        | 20         | +4       | 4      |
| 3.   | Peter Wright       | 3        | 1     | 2       | 20        | 26         | −6       | 2      |
| 4.   | Robert Thornton    | 3        | 0     | 3       | 13        | 30         | −17      | 0      |

24 september (Best of 19 legs)
| 102.66 Phil Taylor       | 10 – 5 | Peter Wright 97.70    |
| 97.30 Michael van Gerwen | 10 – 5 | Robert Thornton 91.10 |

24 september (Best of 19 legs)
| 104.13 Michael van Gerwen | 4 – 10 | Phil Taylor 107.49    |
| 94.30 Peter Wright        | 10 – 6 | Robert Thornton 90.80 |

25 september (Best of 19 legs)
| 108.31 Phil Taylor        | 10 – 2 | Robert Thornton 100.62 |
| 100.27 Michael van Gerwen | 10 – 5 | Peter Wright 94.85     |

#### Groep B
| Pos. | Speler        | Gespeeld | Winst | Verlies | Legs voor | Legs tegen | Legsaldo | Punten |
| ---- | ------------- | -------- | ----- | ------- | --------- | ---------- | -------- | ------ |
| 1.   | Gary Anderson | 3        | 3     | 0       | 30        | 18         | +12      | 6      |
| 2.   | James Wade    | 3        | 2     | 1       | 28        | 18         | +10      | 4      |
| 3.   | Adrian Lewis  | 3        | 1     | 2       | 18        | 28         | −10      | 2      |
| 4.   | Michael Smith | 3        | 0     | 3       | 18        | 30         | −12      | 0      |

24 september (Best of 19 legs)
| 96.86 Gary Anderson | 10 – 5 | Michael Smith 87.65 |
| 97.48 Adrian Lewis  | 3 – 10 | James Wade 103.49   |

24 september (Best of 19 legs)
| 95.85 Adrian Lewis  | 10 – 8 | Michael Smith 87.28 |
| 94.62 Gary Anderson | 10 – 8 | James Wade 90.66    |

25 september (Best of 19 legs)
| 103.03 James Wade   | 10 – 5 | Michael Smith 95.30 |
| 91.18 Gary Anderson | 10 – 5 | Adrian Lewis 92.01  |

### Knock-outfase
|  | Halve finale (Best of 21 legs) | Halve finale (Best of 21 legs) |  |                           | Finale (Best of 21 legs) | Finale (Best of 21 legs) |
|  |                                |                                |  |                           |                          |                          |
|  |                                |                                |  |                           |                          |                          |
|  | Phil Taylor 98.38              | 11                             |  |                           |                          |                          |
|  | James Wade 94.66               | 3                              |  |                           |                          |                          |
|  |                                |                                |  |                           | Phil Taylor 98.97        | 11                       |
|  |                                |                                |  | Michael van Gerwen 100.92 | 5                        |                          |
|  | Gary Anderson 96.22            | 5                              |  |                           |                          |                          |
|  | Michael van Gerwen 105.67      | 11                             |  |                           |                          |                          |

2016 ·
2017 ·
2018 ·
2019 ·
2020